# أندرياس آدامز
أندرياس آدامز (بالإنجليزية: Andrew Leith Adams)‏ (و. 1827 – 1882 م) هو عالم طبيعة، وعالم حيوانات، وأستاذ جامعي، من المملكة المتحدة، وكان عضوًا في الجمعية الملكية، توفي في كوف، عن عمر يناهز 55 عاماً.

## جوائز
حصل على جوائز منها:
- زميل في الجمعية الملكية.